# Халач-вінік
Халач-вінік (мая Halach uinik) — титул володаря у мая. Буквальне значення — «справжня людина».
Зазвичай посада халач-вініка передавалася від батька до сина, а в разі його відсутності — до іншого близького родича. Халач-вінік командував військом, був верховних суддєю, а іноді (але не всюди і не обов'язково) — і верховний жерцем. Влада його зазвичай була необеженою, хоча у деяких питаннях він змушений був дослуховуватися до думки жерців.